# Arachania (Rocha)
Arachania es una localidad balnearia de Uruguay, departamento de Rocha, municipio de La Paloma.

## Ubicación
La localidad se encuentra situada en la zona sur del departamento de Rocha, sobre las costas del océano Atlántico, y junto a la ruta 10 km 225. Limita al suroeste con el balneario Antoniópolis, y al noreste con el balneario Diamante de la Pedrera.

## Población
De acuerdo al censo de 2011 la localidad contaba con una población de 377 habitantes.
| 39            | 68 | 203 | 335 | 377 |
| (Fuente: INE) |    |     |     |     |